# Río Sabar
El río Sabar es un río de España de la cuenca mediterránea andaluza, que discurre en su totalidad por el territorio del este de la provincia de Málaga.

## Curso
El Sabar nace en la ladera sur de la Sierra del Jobo. Adquiere entidad con la confluencia de varios arroyos cerca de la localidad de Alfarnate, siendo su principal afluente el arroyo del Palancar, procedente de la sierra de Enmedio. Discurre por un recorrido de unos 9 km hasta su desembocadura en el río Vélez o Guaro, en las proximidades de la localidad de Mondrón, en el término municipal de Periana. 
Es abundante la presencia de olivos a lo largo del trayecto del Sabar, aunque también se encuentran en algunos zonas de ribera mimbreras (Salix pedicellata), zarzas (Rubus ulmifolius), adelfas (Nerium oleander) o tarajes (Tamarix africana). Entre  la fauna se puede citar al galápago leproso (Mauremys leprosa) y culebra viperina (Natrix maura) entre otros.